# Debora Kayembe
Debora Kayembe Buba (Kinsasa, 1975) es una abogada de derechos humanos y activista política escocesa. Formó parte de la junta directiva del Consejo Escocés para los Refugiados y es miembro de la oficina del fiscal de la Corte Penal Internacional y del Colegio de Abogados de la Corte Penal Internacional.

## Trayectoria
Nació en Kinsasa, y fue criada por su tío médico. Tras estudiar Derecho en la Universidad Libre de Kinshasa, se convirtió en abogada y miembro del Colegio de Abogados del Congo en 2000. Sin embargo, unos años después, en 2004, se vio obligada a abandonar la República Democrática del Congo por su propia seguridad.
Solicitó asilo en el Reino Unido, donde formó una familia, pero fue rechazada por el colegio de abogados inglés, ya que su diploma no fue reconocido. Además, tuvo que dejar a su marido, que la maltrataba, y hacerse cargo ella sola de sus dos hijos. Se instaló en Escocia en 2011 y se especializó como abogada de derechos humanos. También formó parte de la Junta del Consejo Escocés para los Refugiados. Es miembro del Partido Socialista Escocés y formó parte de su Comité Ejecutivo desde septiembre de 2015 hasta enero de 2021.
En 2019, se convirtió en la primera africana en tener su retrato colgado en la pared de la Royal Society de Edimburgo, en honor a sus logros y contribuciones.
En 2020 sufrió ataques racistas en su casa de Bonnyrigg. Hizo públicas esas agresiones con la esperanza de sensibilizar a la sociedad y, de paso, para evitar ser víctimas, su familia y ella, de nuevos abusos, pero siempre difundiendo un mensaje de diálogo y tolerancia.
En febrero de 2021 fue elegida rectora de la Universidad de Edimburgo, después de que en noviembre de 2020 se le planteara la posibilidad de aceptar dicho cargo. Es la tercera mujer en esa función, después de Muriel Gris y la rectora saliente, Ann Henderson.